# Saint-Hilaire-sur-Yerre
Saint-Hilaire-sur-Yerre ist eine Ortschaft und eine ehemalige französische Gemeinde mit 559 Einwohnern (Stand: 1. Januar 2019) im Département Eure-et-Loir in der Region Centre-Val de Loire. Sie gehörte zum Kanton Brou im Arrondissement Châteaudun.
Als eigenständige Gemeinde umfasste sie neben der Hauptsiedlung auch die Weiler Baronville, Bêchereau, Mersantes, Montauban, Le Puits und Reculay. 
Saint-Hilaire-sur-Yerre wurde mit Wirkung vom 1. Januar 2017 mit den früheren Gemeinden Autheuil, Cloyes-sur-le-Loir, Douy, La Ferté-Villeneuil, Le Mée, Montigny-le-Gannelon, Romilly-sur-Aigre und Charray zur Commune nouvelle Cloyes-les-Trois-Rivières zusammengeschlossen und übt in der neuen Gemeinde den Status einer Commune déléguée aus.

## Lage
Nachbarorte sind Langey im Nordwesten, Lanneray im Norden, Saint-Denis-les-Ponts im Nordosten, Douy im Osten, Autheuil im Südosten, Montigny-le-Gannelon, Cloyes-sur-le-Loir und Villebout im Südwesten und Ruan-sur-Egvonne im Westen.

## Bevölkerungsentwicklung

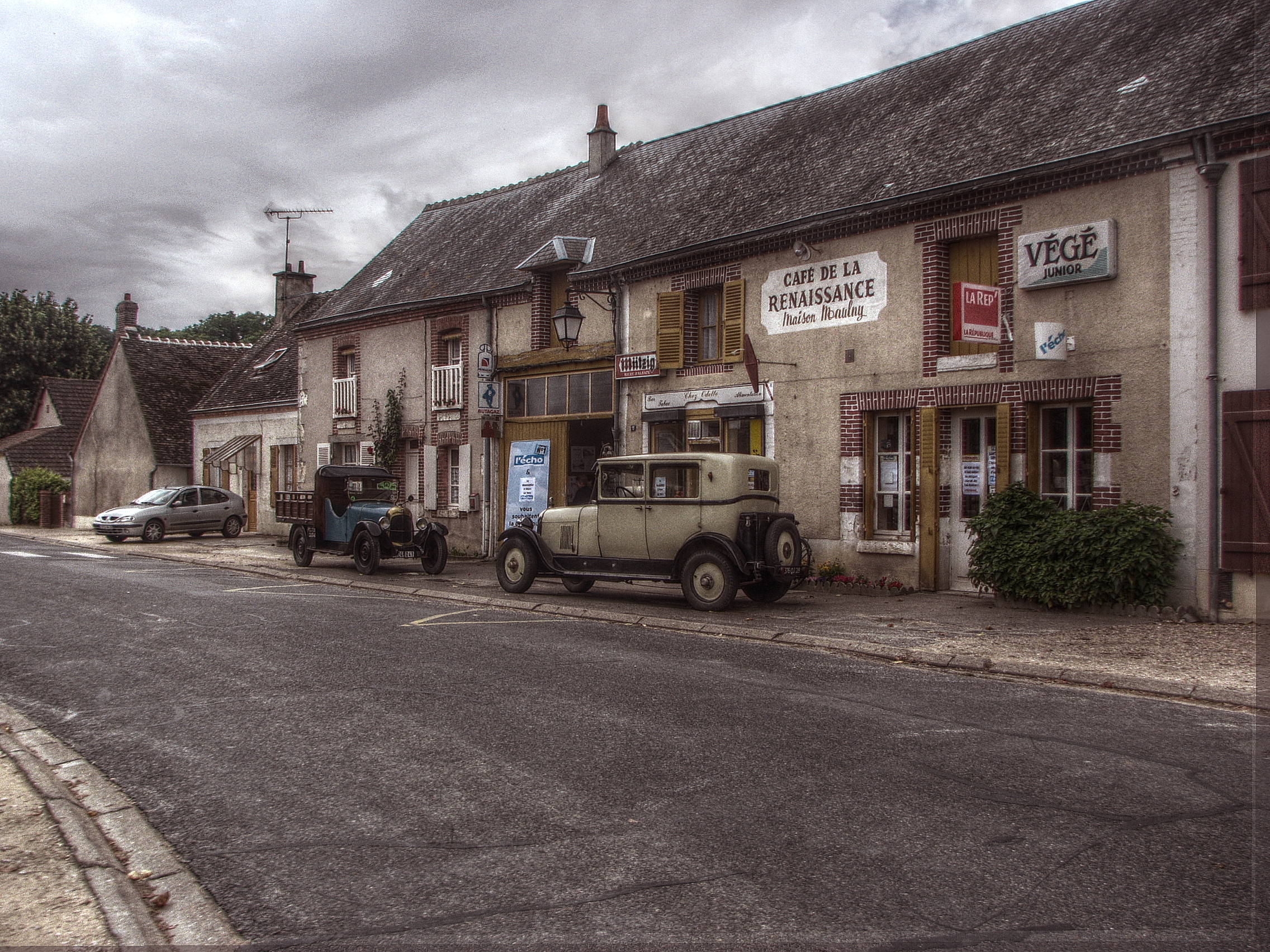
Café im Dorfzentrum

| Jahr      | 1962 | 1968 | 1975 | 1982 | 1990 | 1999 | 2008 | 2015 |
| --------- | ---- | ---- | ---- | ---- | ---- | ---- | ---- | ---- |
| Einwohner | 415  | 406  | 400  | 521  | 565  | 560  | 499  | 544  |